# Durham (circonscription du Parlement européen)
Pour les articles homonymes, voir Durham.
Avant l’adoption uniforme de la représentation proportionnelle en 1999, le Royaume-Uni utilisait le système uninominal à un tour pour les élections européennes en Angleterre, en Écosse et au pays de Galles. Les conscriptions du Parlement européen utilisées dans ce système étaient plus petites que les circonscriptions régionales les plus récentes et ne comptaient chacune qu'un seul membre au Parlement européen.
La circonscription de Durham était l'une d'entre elles.

## Limites
De 1979 à 1984, il se composait des circonscriptions parlementaires de Bishop Auckland, Chester-le-Street, Consett, Darlington, Durham, Durham North West, Easington et Houghton-le-Spring. De 1984 à 1999, il se composait de: Bishop Auckland, Blaydon, City of Durham, Darlington, Easington, North Durham, North West Durham, Sedgefield.
L'ensemble de la région est devenu une partie de la circonscription de l'Angleterre du Nord-Est en 1999.

## Membre du Parlement européen
| Élection | Élection       | Membre                                                                    | Parti                                                                     |                                                                           |
| -------- | -------------- | ------------------------------------------------------------------------- | ------------------------------------------------------------------------- | ------------------------------------------------------------------------- |
|          | 1979           | Roland Boyes                                                              | Travailliste                                                              |                                                                           |
| 1984     | Stephen Hughes |                                                                           | Travailliste                                                              |                                                                           |
| 1989     | Stephen Hughes |                                                                           | Travailliste                                                              |                                                                           |
| 1994     | Stephen Hughes |                                                                           | Travailliste                                                              |                                                                           |
| 1999     | 1999           | circonscription abolie, partie de Angleterre du Nord-Est à partir de 1999 | circonscription abolie, partie de Angleterre du Nord-Est à partir de 1999 | circonscription abolie, partie de Angleterre du Nord-Est à partir de 1999 |

## Résultats des élections
Les candidats élus sont indiqués en gras.
| Parti         | Parti                | Candidat             | Voix    | %    | ± |
| ------------- | -------------------- | -------------------- | ------- | ---- | - |
|               | Travailliste         | Roland Boyes         | 81,982  | 54,2 | ' |
|               | Conservateur         | R. Sheaf             | 53,043  | 35,1 |   |
|               | Liberal              | C. Foote Wood        | 16,094  | 10,7 |   |
| Majorité      | Majorité             | Majorité             | 28,939  | 19,1 |   |
| Participation | Participation        | Participation        | 151,029 | 27,7 |   |
|               | Travailliste retenir | Travailliste retenir | Swing   |      |   |

| Parti         | Parti                | Candidat             | Voix    | %    | ±     |
| ------------- | -------------------- | -------------------- | ------- | ---- | ----- |
|               | Travailliste         | Stephen Hughes       | 106,073 | 57,9 | +3.7  |
|               | Conservateur         | Hon. W.R.F. Vane     | 44,846  | 24,5 | -10.6 |
|               | Liberal              | C. Foote Wood        | 32,307  | 17,6 | +6.9  |
| Majorité      | Majorité             | Majorité             | 61,227  | 33,4 | +14.3 |
| Participation | Participation        | Participation        | 183,226 | 34,6 | +6.9  |
|               | Travailliste retenir | Travailliste retenir | Swing   |      |       |

| Parti         | Parti                | Candidat             | Voix    | %    | ±     |
| ------------- | -------------------- | -------------------- | ------- | ---- | ----- |
|               | Travailliste         | Stephen Hughes       | 124,448 | 65,8 | +7.9  |
|               | Conservateur         | R. Hull              | 37,600  | 19,9 | -4.6  |
|               | Green                | Miss H.I. Lennox     | 18,770  | 9,9  | New   |
|               | SLD                  | P. Freitag           | 8,369   | 4,4  | -13.2 |
| Majorité      | Majorité             | Majorité             | 86,848  | 45,9 | +11.5 |
| Participation | Participation        | Participation        | 189,187 | 35,7 | +1.1  |
|               | Travailliste retenir | Travailliste retenir | Swing   |      |       |

| Parti         | Parti                | Candidat             | Voix    | %    | ±     |
| ------------- | -------------------- | -------------------- | ------- | ---- | ----- |
|               | Travailliste         | Stephen Hughes       | 136,671 | 72,1 | +6.3  |
|               | Conservateur         | P.C. Bradbourn       | 25,033  | 13,2 | -6.7  |
|               | Libéral Démocrate    | N. Martin            | 20,935  | 11,1 | +6.7  |
|               | Green                | S.R. Hope            | 5,670   | 3,0  | -6.9  |
|               | Natural Law          | C.J. Adamson         | 1,198   | 0,6  | New   |
| Majorité      | Majorité             | Majorité             | 111,638 | 58,9 | +13.0 |
| Participation | Participation        | Participation        | 532,051 | 35,6 | -0.1  |
|               | Travailliste retenir | Travailliste retenir | Swing   |      |       |